# Apollo 18: The Moon Missions
Apollo 18: The Moon Missions là một tựa trò chơi thuộc thể loại mô phỏng du hành không gian do studio AIM Software của Mỹ phát triển và được Project Two Interactive phát hành vào ngày 31 tháng 3 năm 1999 cho Microsoft Windows. Câu chuyện trong trò chơi diễn ra trên hai đĩa: một đĩa chứa phần hướng dẫn có nhiều video và khóa đào tạo mô phỏng tại Trung tâm Vũ trụ Johnson. Người chơi học lệnh và trình tự thích hợp, sau đó đem ra áp dụng cho Apollo 18 nhằm đảm bảo vụ phóng thành công mỹ mãn.
Trong khi tàu Apollo 18 mang tính hư cấu, trò chơi này lại dựa trên các sự kiện có thật dẫn đến vụ đổ bộ lên Mặt Trăng năm 1969. IGN cảm thấy trò chơi này để lại cảm giác nhàm chán và thất vọng sau khi chơi. Gamesmania chấm cho trò chơi này với số điểm đạt mức 20% trong khi PC Joker chỉ cho số điểm 19%. Trang GamePro đã chỉ trích phần hướng dẫn sử dụng Spartan dài tới 200 trang.